# 윤성한 (희극인)
윤성한(1979년 8월 12일 ~ )은 대한민국의 희극인 겸 가수이다. 2003년 SBS 7기 공채 개그맨으로 데뷔하였다.

## 학력
- 서경대학교 응용수학학과

## 방송
- tvN 코미디 빅리그
  - 《찌라시》
- SBS 개그투나잇
- SBS TV 영어 마을
- SBS 솔로몬의 선택
- SBS 웃찾사 시즌 1